# モエヤン
モエヤンは、日本の女性お笑いコンビである。大阪府出身。各々は劇団スーパー・エキセントリック・シアター所属（池辺は劇団員、久保→漣は映画放送部員）。
現在、池辺は大学の助教、漣はボイストレーナーとして活動。2013年12月に一度解散したのち、2024年1月より活動再開。

## メンバー
- 池辺 愛（いけべ あい、1980年8月11日（45歳） - ）ボケ担当。

大阪府豊中市出身。大阪教育大学附属池田小学校、同池田中学校、同高等学校池田校舎卒業。慶應義塾大学文学部哲学科4年生の時に「劇団スーパー・エキセントリック・シアター(SET)」入団。
中学生の時に、地元の自治体とプロの劇団でミュージカルを作る企画のオーディションに合格し、舞台に立つ機会を得る。この時に「舞台って楽しい」と強烈に感じたという。
2003年、ミュージカル集団『東京メッツ』に入団。背番号15として2004年7月まで活動した。その後、FM NACK5にて『monaka』のパーソナリティを担当する他、企業やキャンペーン等イベントの司会進行を行っている。
趣味は映画鑑賞、音楽鑑賞、旅行。特技はピアノ、ダンス、アクロバット。血液型A型。単独活動時代では『部長刑事』（朝日放送）、女と愛とミステリー『パートタイム探偵2』（テレビ東京）、NTTドコモ関西のCM、『NHK紅白歌合戦』に出演。大学時代に出演していた『ヤングライブニッポンLF+RミュージックTV』（BSフジ、フジテレビ721）で共演していた日本テレビアナウンサーの鈴江奈々とは学生時代からの親友。一緒に芸人になろうと誘ったが断られたという。鈴江とアナウンサー試験を一緒に受けたこともある。また、同じ日本テレビアナウンサー（現・フリーアナウンサー）の夏目三久と池辺は、同じ塾で講師のバイトをしていたという。夏目によると当時は池辺も人気講師だったとのこと。株式会社AIM（エイム）に所属。
2015年5月11日、一般男性との結婚を公表。2016年9月14日、第1子妊娠を公表。2017年2月長女を出産。2019年中に2度流産したことも公表。2020年8月に長男出産。2児の母となる。
2021年東京都議会議員選挙に都民ファーストの会の公認候補（中央区選挙区）として出馬したが1万4000票余り得票するも次点で落選。その後、母校の大阪教育大学付属池田中学校時代の恩師の先輩である東京学芸大学の副学長に誘われ、同大学の「教育インキュベーションセンター」の助教に就任。
- 漣 さや香（さざなみ さやか、1981年2月16日（44歳） - ）ツッコミ担当。

大阪府堺市南区出身。大阪府立堺西高等学校卒業。趣味は風鈴集め、映画鑑賞、格闘技観戦。特技は歌、英会話。血液型O型。
旧芸名は久保 いろは（くぼ いろは）。漣という芸名は、祖母の名字から採った。
幼少期よりマイケル・ジャクソンやモータウン・サウンドを好んで聴いており、自身も歌手になることを夢見て志す。
1998年、アジアボーカリストオーディションに合格。これを機に上京。太田プロダクションに所属。
2000年12月21日、ロックレコードジャパンから本名の“久保沙耶香”名義でマキシシングル『LOVE WILL SEE US THROUGH』をリリース（PlayStation 2のゲーム、『7BLADES』のエンディングテーマ曲。カップリングは『LOVE WILL SEE US THROUGH』の英語ヴァージョンと『Drop』の2曲）。
2003年、東京メッツのオリジナルメンバーととしてして在籍（背番号13）、主に舞台を中心に活動した。
東京メッツのメンバーとして、ポルノグラフィティコンサートツアー『6th LIVE CIRCUIT "74ers"』（2003年12月）、『ミュージックステーションスーパーライブ2004（2004年12月）などに出演。また、単独でも『Pな彼女』（TBS）、NTTドコモのCM「ケータイ日記2004」第5話『カニとの遭遇篇』などに出演した。
2005年3月、東京メッツを退団。再び「歌手を目指す」という理由で太田プロも退社している。
2013年12月、一般男性との結婚を機に「二足のわらじは難しい」として芸能界を一度引退。2014年12月からボイストレーナーとして活動。かつては“歌月（かづき）”名義で活動し、後に現在の芸名に改名している。歌のレッスンを中心に発声法・滑舌・話し方の指導や講演などを行っている。2019年にはボーカルスクールにも籍を置く。2018年2月、女児を出産（池辺の娘と同じ誕生日）。2021年に離婚し、子供を引き取ってシングルマザーとなるが、2023年に親友が紹介してくれた男性と再婚。モエヤンのメンバーとしては、株式会社AIMと業務提携。

## 略歴
以前よりお笑いタレントをやってみたいと考えていた池辺がミュージカル「東京メッツ」で知り合った久保に誘いかけ、半年後の2005年6月にコンビ結成。同年11月25日、ニッポン放送とBSフジの連動番組『お笑いネクストブレーカー』でデビューを飾る。コンビ名の由来は、名称がなかなか決まらなかったときの発言「もう、ええやん!」。事務所での紹介では「ちょいおもユニット」とされ、お笑いのみならず歌やダンスなどのエンターテインメント・ユニットを目指している。
2006年にはゲーム「キラキラアイドルリカちゃん」のキャンペーンガール「キラリカガールズ」として、東京おもちゃショー2006などの各種イベントで活躍した。
テレビ出演などに加え、2007年6月からは月1回のペースで東京の下北沢の商店街で居酒屋などを回る「お笑い流し」で活動を開始した。お笑い流しではウクレレを弾きながらなどのコミックソングを中心に展開。
2007年のM-1グランプリでは3回戦まで進出した。
2012年に発表されたせんとくんのテーマ曲『元気いっぱいせんとくん』を歌っている。
2013年12月、久保が一般男性との結婚を発表。久保は芸能界を引退し、コンビを一旦解散。池辺は引退せず、2012年から池辺のみ担当していたラジオ番組『monaka』のパーソナリティーをその後も続行している。
2015年5月11日、『monaka』の生放送の中で、池辺が一般男性との結婚を報告。
池辺が2021年東京都議会議員選挙に立候補した時も、漣が何度も応援に駆けつけ。この選挙後に二人で『ママヤン』というコンビを組んで音声配信アプリ「stand.fm」で一緒に発信する活動をしている。
2024年1月より二人での活動を再開。ただお笑いのネタ披露で活動しているわけではなく、企業の研修会などで「笑いのあるコミュニケーション」をテーマにしての講座や講演、YouTubeでのトーク配信での活動を行っている。

## 芸風
- メイド、婦人警官、「THE 坊主」、アフロヘアーのかつらをかぶって付け鼻を付けた、アメリカからやって来たという設定の「アホロシスターズ」等に扮したコスプレコントを演じたり、「な～いな～い、ありえな～い!」などのラップを交えたネタを披露していたことがあった。
  - その後OLに扮しての、合コンでのシチュエーションネタを披露するようになり、2007年6月23日放送の『エンタの神様』ではこのキャラクターで出演した。この時の決めセリフは『男のバカヤロ、ハッ!』だった（なお『アホロシスターズ』での、男性の仕種に関するネタの時の決めセリフも似たように『男の、バカヤロ、バカヤロ～』と歌うようなものである）。
- コミックソングの芸の時は“モエヤンのテーマ”の曲を歌うことがある。その他『大阪のオカン』、『ヌーブラ・ヤッホー』などのテーマの歌を披露していた。ここから、2007年末頃からテレビ出演が増えた時に『ヌーブラ・ヤッホー』を更に発展させたようなネタを披露することが多くなり、赤（池辺）と青（久保）の全身タイツの上にヌーブラという衣装での出演もし始め、その後、このキャラを封印すると発表する（下述）までは、テレビ出演の時は大抵が全身タイツにヌーブラ姿という状態になった。
  - なお、このヌーブラ芸を始めたきっかけは、池辺が家に持っていたヌーブラを見て二人で盛り上がったことで、2007年10月頃にこのネタが出来たと話している[21]。『爆笑レッドカーペット』（フジテレビ）の前身番組のネタ見せに臨んだ時に、池辺曰くどのネタも「誰にも全く響かなかった」ということで、ネタ見せが終わる間際に「あと1本だけ見て下さい」と頼み込んで見てもらったのが、この「ヌーブラヤッホー」だった。この時は全身タイツなどの衣装も用意しておらず、簡単な絵コンテを見せただけだったが、このネタで出演OKをもらうことが出来た。このネタはこの前日の深夜に、池辺曰く「わけのわからないテンションで作ったネタ」だったということで、出演OKをもらった時は「これで!?」と驚いたという[2]。
- 2人とも絶対音感を持っている。しかし、『お笑い芸人歌がうまい王座決定戦スペシャル』では、2回戦までしか行ったことがない。
- 2008年に入ってから、ネタが『ヌーブラ・ヤッホー』中心となってからも、これ以外のネタを時々披露することがあった。モエヤンがパーソナリティーの『チャイム!』（FM NACK5）の中で「オカンの脳みそ」、「男のバカヤロー」のコーナーがあり、コーナーに入る前にそれぞれのテーマのネタを披露している。
  - 2008年7月7日に、「ついにあのメーカーさんからお叱りをうけた」という理由で、『ヌーブラ・ヤッホー』を封印すると、生放送のラジかるッおよび公式ブログで発表した[22]。後日それについては、そのメーカーに「本来と違う使い方をされている」「ヌーブラが笑いのネタにされている」といった苦情や問い合わせなどが多くなったということで、それについての考えを聞かれたと話している。そして「元々ヌーブラ芸一本でやっていこうとはしていなかった」ということで、これを機会に封印することにした、としている[21]。ちなみに、2008年8月2日放送の『ウンナン極限ネタバトル! ザ・イロモネア 笑わせたら100万円』の「ゴールドラッシュ」では収録が封印前だったためヌーブラをつけた状態であったが、1週目をクリアしたが、2週目はヌーブラをはずしたそれまでヌーブラをしていた部分に「ノーブラ」と白い文字で書いてノーブラ・ヤッホーに修正されていた。
  - この直後の状況としては、2008年7月12日放送の『エンタの神様』では再び上記のようなOLキャラで出演した他、同年7月14日放送の『ラジかるッ』、同年7月16日放送の『爆笑レッドカーペット』では、それまで通りの全身タイツではあったが、胸の所には白抜きの「ノーブラ」の文字という格好で出演した。
- 2011年からは、池辺がプリンセス・テンコーのようなキャラクターに扮してのコントのネタを披露している。
- テレビ朝日ロンドンハーツスペシャルにおいて、2009年12月22日放送の「男芸人266人がリアルに選んだ抱いてみたい女芸人GP」では、池辺は3票を獲得して25位タイ、久保は5票を獲得して18位タイであった[注 2]。
  - 2010年12月28日放送の「男性芸能人268人がリアルに選んだ付き合いたい女芸人GP」では、どちらも2票を獲得して33位タイであった[注 3]。

## 出演

### テレビ番組
- エンタの神様（日本テレビ）キャッチコピーは「ぶちかましのOLデュオ」→「轟け!ヌーブラヤッホー」→「ぶちかましのOLデュオ」→「怒りのOLデュオ」（不定期放送以降）
- 爆笑ピンクカーペット（2007年11月26日、フジテレビ）
- 爆笑レッドカーペット（2007年12月17日・2008年2月17日、フジテレビ系） - コラボカーペットで鳥居みゆき（5月7日）、永井佑一郎（8月13日）と共演。二番組ともキャッチコピーは「踊れ下北歌劇団」
- オンバト+（NHK総合） - 戦績0勝3敗 最高349KB
- 茂七の事件簿 新ふしぎ草紙 第9話（2002年、NHK総合） - 池辺のみ
- 逃亡者 RUNAWAY（2004年、TBS系） - 久保のみ
- 危険なアネキ 最終話（2006年、フジテレビ系） - 久保のみ
- 特命係長 只野仁 3rdシーズン 第23話（2007年、テレビ朝日系） - 久保のみ
- イッちゃう戦隊プリンセブン（名古屋テレビ）
- 笑っていいとも!増刊号「金のたまごクラブ」（2007年11月25日・12月16日・2008年1月4日、フジテレビ系）
- ラジかるッ（2008年4月7日 - 、日本テレビ） - 月曜日『夕刊ヤッホー!』コーナーにレギュラー出演
- 21世紀エジソン（2008年5月20日、TBS） - 『お笑いミュージアム』の企画で出演
- 『ぷっ』すま（2008年6月10日、テレビ朝日） - 『リアル神経衰弱！ボケとツッコミ当てまショー！』
- ダウンタウンDX（2008年6月27日、よみうりテレビ） - ゲスト出演
- サスケマニア（2008年6月8日・15日・22日、TBS） - 『東京23区早回りレース』の企画に出演
- ウンナン極限ネタバトル! ザ・イロモネア 笑わせたら100万円（2008年8月2日、TBS） - 『ゴールドラッシュ』2週目クリア
- 熱血!平成教育学院（2008年10月26日、フジテレビ） - 池辺は生徒（解答者）としてゲスト出演。久保は客席で観覧。
- おもいッきりDON!（2009年3月30日 - 9月28日、日本テレビ） - 月曜日『行列DONと並んでQ』にレギュラー出演
- お笑いDynamite!（TBS）キャッチコピーは「今夜は黒豆ヤッホー」
- アリケン（2009年7月25日 - 8月1日、テレビ東京）
- ショーバト!（2010年5月18日、日本テレビ） - 「ミニバト!」 顔に唇の着ぐるみを被り「リップス」として出演。女子の悩みネタを挟みつつ『WINDING ROAD』（絢香×コブクロ）を歌う
- ロンドンハーツスペシャル（2009年12月22日・2010年12月28日、テレビ朝日） - 『抱いてみたい女芸人GP』『付き合いたい女芸人GP』
- あっ!とサタデーLIVE （2011年4月2日、あっ!とおどろく放送局）
- 超豪華!!スタア同窓会（2011年4月5日（第3回）、日本テレビ）
- モエヤンの「ありがとうごじゃいます」[リンク切れ]（2011年7月4日 - 、あっ!とおどろく放送局）
- 関ジャニの仕分け∞（テレビ朝日） - 久保のみ
- 橋本マナミの混浴温泉（2015年1月22日 - 、NOTTV） - 池辺のみ
- 水曜日のダウンタウンSP（2016年4月20日、TBS） - 池辺のみでツッコミ仕掛け人として喫茶店のウエートレス役で登場。
- 大下容子 ワイド!スクランブル（2025年7月8日、テレビ朝日） - 池辺のみ、吉永みち子の代役。

### ラジオ番組
- モエヤンのあいろは♪（京都三条ラジオカフェ）
- モエヤンのぐぅの音も出ないっ！（Podcast）
- モエヤンのオールナイトニッポンR（2007年9月29日、ニッポン放送）
- 三宅裕司のサンデーハッピーパラダイス（ニッポン放送）

「ハッピーヤッホーお届け隊」のコーナーでレポーターとしてレギュラー出演
- チャイム!（2008年4月1日 - 2010年3月30日、FM NACK5） - 月曜日→火曜日パーソナリティー
- 松本ひでおのショウアップナイターGO!GO!（金曜日レポーター）
- 大竹まこと ゴールデンラジオ!（2009年10月8日、文化放送）
- monaka（2012年10月1日 - 2016年12月29日、2017年4月3日 - 2019年3月28日、FM NACK5）※池辺のみ
- 愛 Love Saturday（2019年4月6日 - 2020年6月27日、FM NACK5）※池辺のみ

### 映画
- 女神戦隊ヴィーナスファイブ（2009年） - タイツインズ・ゴールド＆シルバー 役
- いぬのえいが（2005年公開） - 池辺愛のみ（ダンサーの一人として）

## CD
- ロクゴ!（2008年11月5日、SUPER JUNIOR-T×モエヤンとして）

## 関連人物
- 鈴江奈々